# Cristoforo Armeno
Cristoforo Armeno ou Christophe l'Arménien, né à Tabriz au XVIe siècle, est un traducteur du persan. On lui attribue notamment la première traduction, du persan vers l'italien du Peregrinaggio di tre giovani figliuoli del re di Serendippo (Voyages et aventures des trois princes de Serendip), dans son édition originale de Venise par l'imprimeur Michele Tramezzino en 1557.

## Éléments biographiques
Les doutes sur l'existence de Christophe l'Arménien ont été levés par une double enquête italienne.
Angelo Michele Piemontese a retrouvé, dans les archives vaticanes, le laissez-passer délivré par le pape Jules III, en 1552, au masihi (chrétien en arabe) arménien de Tabriz immigré en Italie, qui connaissait la langue italienne.
De son côté, Renzo Bragantini a pu retrouver, cette fois dans les archives de Venise, la trace d’un Arménien possédant une bonne maîtrise des langues orientales, payé régulièrement comme interprète par la république de Venise, et en outre ami proche de Giuseppe Tramezzino, le propre neveu de l’éditeur du Peregrinaggio.
On peut donc en conclure que l’Arménien et son ami Giuseppe étaient bien les auteurs-traducteurs du recueil persan.